# Discalma congener
Discalma congener là một loài bướm đêm trong họ Geometridae.